# Pan European Game Information
Pan European Game Information (PEGI) este o organizație europeană care se ocupă cu clasificarea jocurilor video în funcție de vârstă. A fost dezvoltată de Interactive Software Federation of Europe (ISFE) și a înlocuit toate sistemele naționale cu unul singur care se aplică întregului continent european. PEGI a revizuit peste 15.000 de jocuri.

## PEGI și Uniunea Europeană
Un sondaj efectuat de consumatori, comandat de ISFE în 2012, a demonstrat că etichetele de vârstă PEGI sunt recunoscute în medie de 51% dintre respondenți în 16 țări diferite (cea mai mare: Franța 72%, cea mai mică: Republica Cehă 28%), în timp ce 86% acestea să fie clare și 89% le consideră utile.
PEGI este un exemplu de armonizare europeană. Comisia Europeană susține autoreglementarea PEGI: "PEGI pare să fi obținut rezultate bune, iar PEGI On-line este, de asemenea, o inițiativă promițătoare, făcând PEGI un bun exemplu de autoreglementare în conformitate cu agenda de îmbunătățire a reglementării". În plus, Parlamentul European, în ultimul său raport privind protecția consumatorilor, consideră că sistemul PEGI pentru jocuri de rating este un instrument important care a îmbunătățit transparența pentru consumatori, în special pentru părinți, atunci când cumpără jocuri, permițându-le să facă o alegere considerată dacă un joc este potrivit pentru copii".

## Rating-uri
PEGI are cinci categorii de vârstă.
| Rating | Descriere |
| ------ | --- |
|        | Jocurile cu acest rating conțin un conținut pe care PEGI îl consideră potrivit, în general, pentru toate vârstele. Ele pot conține forme ușoare de violență în desene animate într-un context de fantezie și nu conțin imagini care ar putea înspăimânța jucătorii. |
|        | Jocurile cu acest rating conțin un conținut pe care PEGI îl consideră potrivit în general pentru cei cu vârsta de 7 ani și peste. Acestea pot conține "violență foarte ușoară" de detalii mici și imagini care pot fi considerate înfricoșătoare pentru audiențele mai tinere. |
|        | Jocurile cu acest rating conțin un conținut pe care PEGI îl consideră potrivit în general pentru cei cu vârsta de 12 ani și peste. Acestea pot conține violență ușoară, cu un detaliu mai mare, care implică personaje non-realiste sau fantastice, violență ușoară, cu detalii mici, care implică personaje realiste, conținut sugestiv sexual, limbaj ușor și jocuri de noroc simulate. |
|        | Jocurile care conțin acest cod sunt clasificate drept scene violente care pot ajunge la o etapă pe care jucătorii o așteaptă să fie similară cu viața reală. Acestea conțin cuvinte ofensatoare și inadecvate pentru copii. Poate conține activități criminale, cum ar fi consumul de tutun și droguri.                                                                                   |
|        | Jocurile cu acest rating conțin un conținut pe care PEGI îl consideră potrivit în general doar pentru adulți (18 ani și mai sus). Acestea pot conține imagini extreme ale violenței (inclusiv "violența, uciderea aparent motivațională sau violența față de personajele fără apărare"), materialul sexual explicit, discriminarea și "glamorizarea" sau utilizarea drogurilor ilegale.   |

| 2003 | 2009 | 2010 |
| ---- | ---- | ---- |
|      |      |      |
|      |      |      |
|      |      |      |
|      |      |      |
|      |      |      |

| Standard   | PEGI 3 | PEGI 7 |
| ---------- | ------ | ------ |
| Portugalia |        |        |

### Descrieri de conținut
Cei nouă descriptori de conținut sunt:
| Icon | Descriptor de conținut | Explicație | Evaluări de vârstă corespunzătoare |
| ---- | ---------------------- | --- | ---------------------------------- |
|      | Violență               | În funcție de categoria de vârstă, jocul poate conține scene de oameni răniți sau morți, adesea prin folosirea de arme, indiferent dacă sunt realiste sau nu, într-o manieră fantastică sau animată. Poate conține și gore, detalii despre rănire și renunțarea la sânge. |                                    |
|      | Obscenități            | Poate să conțină profanitate și orice fel de slăbiciuni, insulte și epitete. |                                    |
|      | Frică                  | Poate conține scene și elemente de plotare prea deranjante, prea suspensive sau înspăimântătoare pentru jucătorii mai tineri/sensibili la PEGI 7 sau conținut îngrozitor în absența violenței la PEGI 12.                                                                 |                                    |
|      | Sex și nuditate        | În funcție de categoria de vârstă, jocul poate conține scene sau referințe la nuditate sexuală, posturi sexuale, personaje care poartă haine sugestive sau relații sexuale. Acest descriptor nu este necesar pentru nuditatea non-sexuală.                                |                                    |
|      | Drog                   | În funcție de categoria de vârstă, jocul poate conține referințe sau consum de droguri ilegale (sau o substanță fictivă similară cu cea a medicamentelor ilegale din viața reală).                                                                                        |                                    |
|      | Pariat                 | Poate conține elemente care încurajează sau învață jocurile de noroc. |                                    |
|      | Discriminare           | Poate conține scene, comportamente sau referințe la cruzime sau hărțuire unui grup de persoane specifice pe baza rasei, religiei, etnicității, sexului, abilității sau identității/preferințelor sexuale.                                                                 |                                    |
|      | Online                 | Poate conține interacțiuni online. Acest descriptor a fost întrerupt de PEGI în 2015, cu majoritatea jocurilor actuale și cu toate consolele care permit interacțiuni online. Încă apar pentru jocuri clasificate înainte de iulie 2015.                                  |                                    |
|      | Achizițiile în jocuri  | Introdus în 2018. Poate conține conținut suplimentar plătit, cum ar fi microtransacții sau conținut descărcabil, care pot fi achiziționate cu bani reali în interiorul jocului.                                                                                           |                                    |

## Cooperarea globală în cadrul Coaliției de Evaluare a Vârstei Internaționale
În 2013, PEGI a co-fondat Coaliția Internațională de Evaluare a Vârstei cu USK și ESRB. Coaliția își propune să eficientizeze ratingul jocurilor și aplicațiilor distribuite digital, oferind un singur sistem online care produce ratinguri de vârstă pentru toate regiunile participante. Completând un chestionar, un editor primește instantaneu ratinguri de la PEGI, USK, ESRB, ACB și altele.

## PEGI Online
În 2007, divizia PEGI Online a PEGI a fost constituită ca un plus la sistemul PEGI pentru jocuri online. Obiectivele includ oferirea tinerilor din Europa de o protecție îmbunătățită împotriva conținutului de jocuri online necorespunzător și educarea părinților cu privire la modul în care se poate asigura un joc online sigur. Acest proiect este susținut direct de Comisia Europeană:
„PEGI On-line, lansat în iunie 2007 și co-finanțat prin Programul Internet mai sigur, este dezvoltarea logică a sistemului PEGI, conceput pentru a proteja mai bine tinerii împotriva conținutului de jocuri necorespunzător și pentru a ajuta părinții să înțeleagă riscurile și potențialul. pentru daune în acest mediu.”
PEGI Online se bazează pe patru principii:
- Codul de securitate online PEGI și contractul-cadru, semnat de toți participanții
- Logo-ul PEGI Online, care va fi afișat de către deținătorii unei licențe
- Site-ul pentru solicitanți și publicul larg
- Un proces independent de administrare, consiliere și soluționare a litigiilor

Licența de afișare a logo-ului PEGI Online este acordată de administratorul PEGI Online oricărui furnizor de servicii de jocuri online care îndeplinește cerințele prevăzute în Codul de siguranță online PEGI (POSC).